# Camptacra barbata
Camptacra barbata là một loài thực vật có hoa trong họ Cúc. Loài này được N.T.Burb. mô tả khoa học đầu tiên năm 1982.